# Rapha Pinheiro
Raphael Câmara Pinheiro, mas conhecido como Rapha Pinheiro (Rio de Janeiro, 1 de setembro de 1992) é um arquiteto, quadrinista e professor universitário brasileiro.

## Biografia
Iniciou a carreira em 2014, com a publicação da webcomic Os Tomos de Tessa na plataforma digita Tapastic, hoje conhecida com Tapas, a HQ mistura elementos de ficção científica e mitologia egípcia, baseando na teoria dos astronautas antigos, presente no livro Eram os Deuses Astronautas? de Erich von Däniken. Em 2015, os dois primeiros capítulos foram publicados como uma revista em quadrinhos na Inglaterra.
Em 2016, ao lado de Denis Mello, foi um dos dois brasileiros selecionados para uma bolsa de estudos na École Européenne Sérieure de l'Image em Angoulême, na França. Em 2017, se formou na Faculdade de Arquitetura e Urbanismo da Universidade Federal do Rio de Janeiro, com uma monografia em quadrinhos sobre a história do Instituto de Filosofia e Ciências Sociais da Universidade Federal do Rio de Janeiro, complementada com um texto teórico.
Em 2017, lançou um projeto de financiamento coletivo no site Catarse, contudo, o projeto não foi bem-sucedido, no mesmo ano, lançou um outro projeto, a graphic novel Salto, uma história steampunk, inspirada no Mito da Caverna do filósofo grego Platão, sobre uma cidade de seres feitos de fogo, após o financiamento, a graphic novel foi publicada pela Avec Editora e lançada na Comic Con Experience, no mesmo evento, foi lançada a HQ Pindorama – Volume 2, desenhada por ele e roteirizada por Erick Volg. Ainda em 2017, lançou um canal no Youtube com dicas sobre a produção de quadrinhos, o que fez o artista ser chamado para apresentar palestrar e ministrar oficinas sobre quadrinhos. Em 2018, lançou mais um projeto no Catarse, outra HQ do gênero steampunk chamada Silas,  também publicada pela Avec Editora e foi indicado ao Troféu HQ Mix nas categorias "Novo talento - desenhista" e "Novo talento - roteirista". Silas foi contemplado com o Prêmio Minuano 2019 na categoria Quadrinhos. Em 2019, Rapha Pinheiro a Avec Editora lançam no Catarse o financiamento de Mesa 44, baseados em relatos em mesas de bar, o projeto faz parte de sua dissertação de mestrado em Comunicação concluído na Escola de Comunicação da UFRJ.
Em dezembro de 2019, durante a Comic Con Experience, Rapha Pinheiro foi anunciado como editor-chefe da editora Universo Guará.
Durante a pandemia, Rapha Pinheiro tornou seu curso de desenho e quadrinhos em uma escola de mídias criativas online chamada Inko onde ensina novos artistas. Além dele, a escola conta com os professores Denis Mello e Pacha Urbano. Além das aulas, existem uma publicação semestral financiada via Catarse em que Rapha Pinheiro organiza e ilustra as capas temáticas.
Em 2020, lançou no formato digital, a minissérie Travessia, criada para o desafio "24 horas de HQ", ou seja, toda desenhada em apenas um dia e teve cores de Mariane Gusmão. A série foi finalista do Cubo de Ouro em 2021 e do Troféu HQMix em 2021 e 2022.
Em dois anos de sua entrada como editor-chefe na Universo Guará, a editora recebeu dois prêmios no Troféu HQMix 2022, um de Publicação Mix com a revista Almanaque Guará e um como Editora do Ano, esse empatado com a Pipoca & Nanquim. Também em 2022 publicou Rua em parceria com Renan Lino que foi publicado pelo Universo Guará também através de financiamento coletivo. O livro segue a linha de Mesa 44 com um compilado de histórias cotidianas em uma rua no Rio de Janeiro e foi considerado por Sidney Gusman sua melhor obra até então em entrevista no seu canal Universo HQ. Érico Assis comparou o trabalho com a obra de Will Eisner em uma frase feita para a orelha do livro.
Em janeiro de 2023, foi premiado no concurso indiano Hanzanama Comic Contest, ficando em terceiro lugar com o álbum The Mirror of Desert City.
Atualmente mora com sua esposa em Campos dos Goytacazes.

## Publicações
Lista resumida:
- Salto. 2017, Editora Avec.
- Silas. 2018, Editora Avec.
- Mesa 44. 2019, Editora Avec.
- Travessia. 2020, independente em formato digital.
- Almanaque Guará #01 (Ecos). 2021, Universo Guará.
- Almanaque Guará #02 (Ecos). 2021, Universo Guará.
- Almanaque Guará #03 (Ecos). 2021, Universo Guará.
- Almanaque Guará #04 (Ecos). 2021, Universo Guará.
- Almanaque Guará #05 (Ecos). 2021, Universo Guará.
- Almanaque Guará #06 (Travessia). 2021, Universo Guará.
- Almanaque Guará #07 (Travessia). 2021, Universo Guará.
- Almanaque Guará #08 (Travessia). 2021, Universo Guará.
- Almanaque Guará #09 (Travessia). 2022, Universo Guará.
- Almanaque Guará #11 (Travessia). 2022, Universo Guará.
- Almanaque Guará #12 (Travessia). 2021, Universo Guará.
- Rua, em parceria com Renan Lino. 2022, Universo Guará.